# إليزابيث آن ديوك
إليزابيث آن ديوك (بالإنجليزية: Elizabeth Ann Duke)‏ هي مُدرسة أمريكية، ولدت في 25 نوفمبر 1940.